# 蘇尼亞河
蘇尼亞河是克羅地亞的河流，位於該國中部，屬於薩瓦河的右支流，河道全長69公里，流域面積462平方公里，發源自科斯塔伊尼察以西20公里。
45°19′N 16°47′E / 45.317°N 16.783°E